# Tatów
Tatów [ˈtatuf] là một khu định cư ở khu hành chính của Gmina Biesiekierz, thuộc quận Koszalin, Tây Pomeranian Voivodeship, nằm ở tây bắc Ba Lan.